# Szent György Lovagrend
A Szent György Lovagrend magyarországi alapítású és a legrégebbi világi lovagrendnek tekintik, hiszen a korábban alakultak mind egyházi alapokon jöttek létre.
1326. április 24-én, Szent György napján Károly Róbert király Boleszló esztergomi érsek és a magyar püspöki kar jelenlétében hozta nyilvánosságra a rend statútumát Visegrádban, azonban egyes kutatók szerint a rendet három évvel korábban alapították. A lovagok világi és egyházi szolgálatokat egyaránt elláttak. Egyházi feladatukból fakadt a kereszténység védelme, az ünnepek fényének biztosítása, a gyengék, a szegények és az elesettek védelme, támogatása. Ők óvták a király és az udvartartás szereplőinek biztonságát, őrizték az 1323-ban a visegrádi fellegvárba szállított Szent Koronát, emellett lovagi tornákon ők adták a király kíséretét és a szabályok ellenőrzése is a feladatukat képezte.
„A Szent György vitézek rendjének szabályai” szerint a társaságnak egyszerre 50 tagja lehetett. Vitézei fekete, térdig érő, csuklyás posztó köpenyt viseltek, a köpeny belsejébe írták jelmondatukat: „Valósággal igaz vagyok e baráti renddel szemben”.
A rend alkotmányát 1990-ben régi szellemben, de a 20. század végi követelményeknek megfelelően felújították. A lovagrend több területen tevékenykedik: hagyományápolás, ezen belül a történelmi évfordulók megünneplése, a középkori kutatások elősegítése és publikálása; oktatás, tudományos összejövetelek szervezése; lelki gondozás; adományok és segélyek gyűjtése.

## A Szent György Lovagrend jogállása

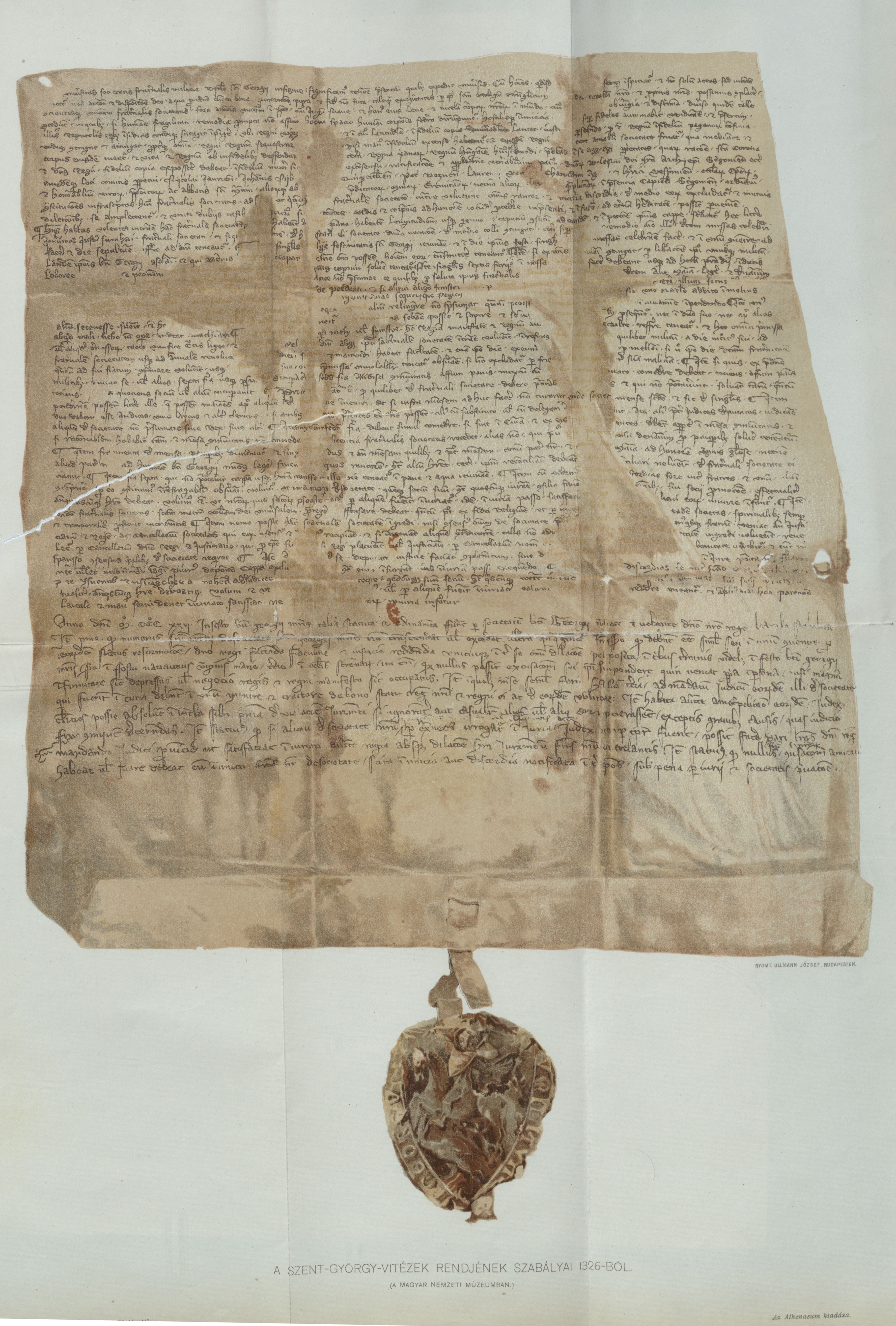
A Szent György Lovagrend alapító levele (1326)

A Szent György Lovagrend mind a kánonjog, mind a világi jog alapján jogszerűen lett megalapítva és törvényes fennállása soha nem szűnt meg. A kommunista rendszerbeli nyugvásából 1990-ben – történészek és régészek elhatározásából – szerveződött újjá. Rendi alkotmányát a régi szellemben, de a 20. század végi követelményeknek megfelelően újraalkották. A lovaggá ütés szertartását előzetes szentmise után – ünnepélyes keretek között – a visegrádi királyi palota lovagtermében végzik az 1326-os alapítás helyén. 1996-ban közhasznú szervezetté nyilvánították.
A lovagrend a Magyar Szabadalmi Hivatal által lajstromba vett védjegyei: a Szent György Lovagrend szóösszetétel, a rend színes ábrás címere, annak hét betűvel jelzett jelmondata, színes ábrás insigniája. Elsőbbségének dátuma: 2001. március 28. A Szent György Lovagrendhez kapcsolódó kizárólagos jogokat a lovagrend magisztrátusa gyakorolja. Ez az alapítás helyével egyezik meg. Ezzel a lovagrend Visegrád ezeréves történelmi örökségének organikus és elidegeníthetetlen részének tekinthető.
A lovagrend szervezeti felépítését, tevékenységi körét a Rendi Alkotmány és a Szervezeti és Működési Szabályzat (SZMSZ) tartalmazza. Napjainkban több lovagrend is viseli Szent György nevét. 

A rend alapító levelének szövege
A rend alapító levelének fordítása

## Szent György lovagrend alapító tagjai (1326. április 24)[3]
| - 1. Szécsényi Tamás nádor, erdélyi vajda, kancellár - 2. Nekcsei Demeter mester, tárnokmester, világi bíró - 3. telegdi Telegdi Csanád egri püspök, egyházi bíró - 4. Ártándy Pál udvari lovag - 5. Básztély nembéli Rozgonyi István udvari lovag - 6. Básztély nembéli Rozgonyi László udvari lovag - 7. pelsőczi Bebek Domokos udvari lovag - 8. karthali Bornemisza János udvari lovag - 9. Csém nembéli "Ravasz" Miklós udvari lovag - 10. Dalmady Tamás udvari lovag - 11. kövecsei Dancs zólyomi ispán - 12. Décsy Ferenc udvari lovag - 13. dörögdi Dörögdi Miklós pozsonyi prépost - 14. szentgyörgyi és verebélyi Drágffy János ugocsai főispán - 15. gereni és homonnai Drugeth Fülöp nádor - 16. gereni és homonnai Drugeth János ispán - 17. gereni és homonnai Drugeth Vilmos ispán - 18. garai Garai Miklós főlovászmester - 19. garai Garai Pál főispán - 20. Gilétfi Miklós udvari lovag - 21. Gút-Keled nembéli Maróti István udvari lovag - 22. Hédervári Lőrinc udvari lovag - 23. zekchewi és zilahi Herczegh Miklós udvari lovag - 24. idősb. Kórógyi Fülöp udvari lovag - 25. Ákos nembéli István veszprémi püspök | - 26. János (ezen a néven III.) nyitrai püspök - 27. Kanizsai László udvari lovag - 28. Kanizsai Lőrinc udvari lovag - 29. buzini Keglevics Péter udvari lovag - 30. Kolos fia Kolos mester - 31. Köcski Sándor országbíró - 32. Kőszegi András Nyugat-Dunántúl ura - 33. Lackfi István bán - 34. hathalmi és dákai Laki Miklós mester - 35. Losonci Tamás udvari lovag - 36. szinyei Merse Miklós udvari lovag - 37. szinyei Merse Péter udvari lovag - 38. csulai és dadai Móré László udvari lovag - 39. Nagymartoni Pál ispán - 40. Rénold nádor fia Gyula udvari lovag - 41. Sebesi "Csorba" Péter mester - 42. szilágyi-szécsi Szécsi Dénes bán - 43. szilágyi-szécsi Szécsi Dezső udvari lovag - 44. bályogi-hégen Szénás László udvari lovag - 45. Tarkövi Kelemen udvari lovag - 46. Tarkövi László udvari lovag - 47. Tomory Miklós udvari lovag - 48. Újlaki Lőrinc udvari lovag - 49. Zách Felicián udvari lovag - 50. zicsi és vázsonykői Zichy László udvari lovag |  |